# CNBC-e
CNBC-e était une chaîne de télévision turque lancée le 16 octobre 2000. Déclinaison turque de la chaîne d'informations financières CNBC, elle se distingue des autres par sa programmation unique, mélangeant plages d'informations financières et divertissements. Elle disparaît le 6 novembre 2015 pour laisser place à TLC.
La chaîne était proche du Parti de la justice et du développement.

## Présentation

### Les débuts: Kanal E
En 1995, Hakan Çizem lance la première chaîne turque consacrée à l'économie, intitulée Kanal E (Kanal Ekonomi). Après 3 années de diffusion, Korkmaz Yiğit, déjà propriétaire des chaînes Kanal 6, une des premières chaînes privées de Turquie, et Genç TV, première chaîne de télévision privée de la république Turque de Chypre du Nord, rachète Kanal E en 1998, ainsi que les journaux Yeni Yüzyıl, Ateş et Milliyet afin d'agrandir son pôle média.
Les problèmes judiciaires de Yiğit à la fin des années 90 le poussent à revendre l'ensemble de ses médias (principalement aux propriétaires originaux). Kanal E est alors vendu à la Doğuş Holding, déjà propriétaire de la chaîne d'information en continu NTV.

### Partenariat avec NBC Universal: CNBC-e
Voulant mieux exposer la chaîne en utilisant une marque déjà reconnue mondialement, Doğuş Holding s'associe avec NBC Universal, propriétaire de la chaîne CNBC pour changer Kanal E en CNBC-e avec une participation à hauteur de 50 % de NBC Universal, le reste étant détenu par Doğuş Holding.
La chaîne se transforme alors complètement. Elle diffuse de 06:00 à 18:00 (heure locale) des informations liées au monde économique d'après un modèle calqué sur CNBC et NTV puis, à partir de 18:00, des séries TV des réseaux de télévision américains telles que ABC, NBC, CBS, FOX, HBO ou encore The CW ainsi que des longs-métrages en version originale sous-titrée ou en version turque, suivant les programmes.
Son habillage visuel s'inspire de la chaîne mère NBC avec qui elle partage les codes de couleurs du célèbre paon constituant le logo.
La chaîne est diffusée en 16:9 depuis le 12 septembre 2011 (pour les plages consacrées aux divertissements).

### Déclinaisons: e2 et HDe
À la suite du succès de la chaîne, une seconde chaîne, basée sur CNBC-e voit le jour le 15 octobre 2007 intitulée e2. La chaîne diffuse également des séries TV issues des réseaux de télévision américains et également des émissions de variétés comme Ellen, Conan ou The Jay Leno Show (ces deux derniers étant déjà diffusés sur CNBC-e). e2 est diffusé entièrement en 16:9 depuis le 12 septembre 2011. La chaîne e2 interrompra sa diffusion le 1er février 2016.
Parallèlement, HD-en, une chaîne de TV diffusant les programmes de NTV, NTV Spor, CNBC-e et e2 en haute définition, devient HDe le 9 septembre 2011, la version haute définition de CNBC-e et diffuse simultanément les mêmes programmes que CNBC-e de 18:00 à 00:00 (heure à laquelle CNBC-e rediffuse les programmes diffusés depuis 18:00) et en simultané avec e2 de 00:00 à 18:00. Ce changement intervient après la création de NTV Spor HD, les évènements sportifs de HD-en étant alors diffusés dessus.
Une version SD de HD-en intitulée TV-en devait voir le jour mais son lancement fut annulé à la suite du rachat de Star TV par Doğuş Holding.
Les programmes prévus pour TV-en ont été alors transférés sur Star TV.

Logo de Kanal E de 1995 au 16 octobre 2000
Logo de CNBC-e du 16 octobre 2000 au 6 novembre 2015
Logo de e2 du 15 octobre 2007 au 1er février 2016
Logo de HDe depuis le 9 septembre 2011

## Diffusion
La chaîne était diffusée en clair depuis le satellite TürkSat par le bouquet NTV ainsi que par le bouquet DigiTurk.
La chaîne cesse l'utilisation de la marque CNBC-e le 6 novembre 2015 pour laisser sa place à TLC Türkiye, détenu par Discovery Communications.

## Capital
CNBC-e est détenu à 50 % par Doğuş Holding et à 50 % par NBC Universal.